# Rails (Steve Hackett)
Rails is een livealbum van Steve Hackett en zijn band. De muziek is opgenomen tijdens de tournee volgend op Out of the tunnel's mouth in de jaren 2009/2010, of zoals Hackett het omschreef tussen Parijs, Londen en New York.

## Musici
- Steve Hackett – zang, gitaar
- Roger King – toetsinstrumenten
- Amanda Lehmann – zang, gitaar
- Gary O'Toole – slagwerk, percussie, zang
- Nick Beggs – basgitaar, Chapman Stick, baspedalen, zang
- Rob Townsend – saxofoon, dwarsfluit, percussie, zang

## Muziek
Het Intro is van tevoren opgenomen en is afkomstig uit Last train to Istanbul van een eerder album.

| Nr. | Titel              | Duur |
| --- | ------------------ | ---- |
| 1.  | Intro              | 2:18 |
| 2.  | Every day          | 6:51 |
| 3.  | Fire on the moon   | 6:17 |
| 4.  | Emerald and ash    | 9:00 |
| 5.  | Ghost in the glass | 3:23 |
| 6.  | Ace of wands       | 6:48 |
| 7.  | Pollution C        | 2:21 |
| 8.  | The steppes        | 6:01 |
| 9.  | Slogans            | 4:22 |
| 10. | Serpentine         | 6:43 |
| 11. | Tubehead           | 6:06 |

| Nr. | Titel                   | Duur  |
| --- | ----------------------- | ----- |
| 1.  | Spectral mornings       | 5:58  |
| 2.  | Firth of Fifth          | 10:39 |
| 3.  | Blood on the rooftops   | 6:31  |
| 4.  | Fly on a windshield     | 2:07  |
| 5.  | Broadway melody of 1974 | 1:47  |
| 6.  | Sleepers                | 7:32  |
| 7.  | Still waters            | 5:31  |
| 8.  | Los endos               | 7:44  |
| 9.  | Clocks                  | 8:05  |